# Chuck Schuldiner

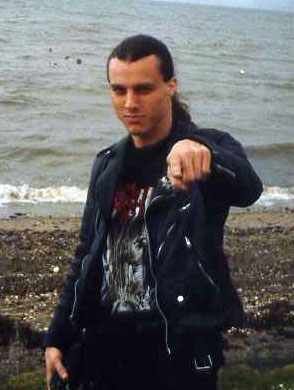
Chuck Schuldiner in Schottland während der InHuman Tour of the World, 1991

Charles Michael „Chuck“ Schuldiner (* 13. Mai 1967 in Long Island, New York; † 13. Dezember 2001) war Gitarrist und Sänger der Death-Metal-Band Death. Er gilt als einer der Urväter des Death Metal und revolutionierte laut dem Metal Hammer das Genre. Seine musikalische Entwicklung führte über großen Einfluss auf die Entwicklung des Death Metal hin zu progressiverem Heavy Metal.
Mit seiner Band Death veröffentlichte Chuck Schuldiner zwischen 1987 und 1998 sieben reguläre Studioalben. 1998 erklärte er unter leicht abgeänderter musikalischer Ausrichtung seine bereits 1996 gegründete neue Band Control Denied zum offiziellen Death-Nachfolger. Deren Debütalbum The Fragile Art of Existence aus dem Jahr 1999 ist die letzte reguläre Veröffentlichung des Musikers zu Lebzeiten.
Im Mai 1999 wurde bei Chuck Schuldiner ein Gehirntumor diagnostiziert. Er erlag seinem Krebsleiden am 13. Dezember 2001. Sein Ableben wurde in einem Nachruf im Metal Hammer vom Februar 2002 als „Tod eines Pioniers“ bezeichnet.

## Kindheit
Charles Schuldiner wurde am 13. Mai 1967 auf Long Island, New York geboren. Sein Vater war Jude österreichischer Abstammung, seine Mutter stammt aus dem amerikanischen Süden. Beide Eltern waren Lehrer. Charles war das jüngste von drei Kindern, er hatte einen älteren Bruder namens Frank und eine ältere Schwester mit dem Namen Bethann. Im Alter von 16 Jahren starb der ältere Bruder bei einem Unfall, und die Eltern schenkten dem damals neunjährigen Charles eine Gitarre, um ihn abzulenken und einfacher über den Verlust hinwegkommen zu lassen. Der folgende klassische Gitarrenunterricht stieß nicht auf Gegenliebe und wurde schnell wieder beendet. Seine Eltern kauften ihm später eine elektrische Gitarre. Chuck brach trotz guter Noten seine schulische Ausbildung vorzeitig ab, was er später jedoch bereute.

## Einflüsse
Die frühen Idole von Charles Schuldiner waren unter anderem Iron Maiden, Kiss und Billy Idol. Er war an der NWoBHM-Bewegung interessiert und zählte einige der damaligen Bands zu seinen Favoriten. Spätere Einflüsse wie Slayer, Metallica, Possessed, Mercyful Fate oder King Diamond finden sich auch in seinen musikalischen Werken wieder. Während seiner späteren Karriere bezog sich Schuldiner auch auf gängige Progressive-Metal-Bands wie Queensrÿche oder Watchtower als Einfluss. Nach Überlieferung seiner Mutter soll er – mit Ausnahme von Country und Rap – allen Formen von Musik gegenüber aufgeschlossen gewesen sein.

## Musikalischer Werdegang

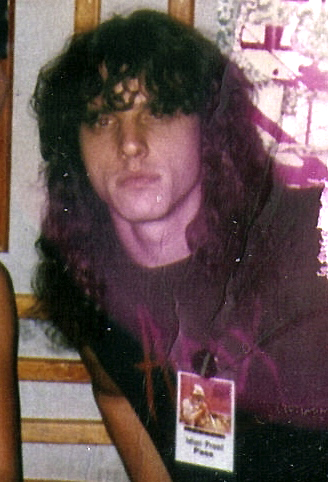
Chuck Schuldiner (1989)

Im Alter von 16 Jahren gründete Schuldiner im Jahre 1983 mit Schulfreunden die Band Mantas. Die Originalmitglieder waren Chuck Schuldiner (Gitarre), Rick Rozz (Gitarre) und Kam Lee (Schlagzeug und Gesang). 1984 wurde unter diesem Namen das Demo Death by Metal in der Garage von Schuldiners Mutter aufgenommen. Die Band wurde in Death umbenannt, da Schuldiners größerer Bruder in seiner Kindheit gestorben war. Schuldiner übernahm bei Death auch den Gesang. Nach insgesamt sieben Demos, davon zwei live aufgenommen, wurde Combat Records auf die Band aufmerksam. Im Mai 1987 wurde das Debüt Scream Bloody Gore nach mehreren Besetzungswechseln mit Chris Reifert am Schlagzeug veröffentlicht. Bass, Gesang und Gitarren übernahm Schuldiner selbst. 1988 erschien das zweite Album Leprosy, wieder mit Rick Rozz an der Gitarre. Dazu kamen Terry Butler am Bass und Bill Andrews am Schlagzeug. Beide Alben werden als frühe Meilensteine des Death Metal angesehen.
Der große Durchbruch stellte sich jedoch erst mit dem darauffolgenden Album Spiritual Healing ein. Rick Rozz wurde gefeuert und durch James Murphy ersetzt.
Nach diesem Album arbeitete Chuck Schuldiner nicht mehr mit vollwertigen Bandmitgliedern, sondern mit angeheuerten Musikern für Live-Auftritte oder Studio-Aufnahmen. Der musikalische Pfad von Death weg von schierer Brutalität hin zu steigender technischer Komplexität war bei diesem Album bereits deutlich am Gitarrenspiel von Chuck zu erkennen. Die Lyrics wandten sich von den genreüblichen Splatter- und Gore-Inhalten ab und politik-, religions- und gesellschaftskritischen Themen zu. Die Musik wurde melodischer und konnte nicht zuletzt durch komplexes Riffing und melodische Gitarrensoli als innovativ bezeichnet werden.
Spiritual Healing spaltete die Diskographie von Death in zwei Phasen: Den „Old-school“-Death-Metal der ersten beiden Alben und die komplexere Ausrichtung der späteren Werke. Das findet sich auch in den Auffassungen vieler Fans wieder, die häufig eine Phase bevorzugen, selten jedoch beide als gleichberechtigt sehen. Das Entfernen vom klassischen Death Metal der ersten beiden Alben hin zu einer vielschichtigeren und melodischeren Ausrichtung wurde von Chuck Schuldiner in den späteren Death-Alben Human (1991), Individual Thought Patterns (1993) sowie Symbolic (1995) weiter fortgeführt.
Zwischendurch schloss sich Chuck Schuldiner Voodoocult an, dem Heavy-Metal-Projekt des deutschen Alternative-Musikers Phillip Boa. Beim ersten Album Jesus Killing Machine gaben sich neben dem Death-Gründer weitere bekannte Musiker der internationalen Metal-Szene die Klinke in die Hand, wie Dave Lombardo, Mille Petrozza und Waldemar Sorychta.
Nach der Tour zu Symbolic gründete Chuck Schuldiner 1996 die Death-Nachfolgeband Control Denied, da ihn die Limitierungen des im Death Metal üblichen Gesangsstils nach eigener Aussage langweilten. Demnach wollte er auch den Posten des Sängers nicht selbst übernehmen, Warrel Dane von Nevermore war im Gespräch, lehnte jedoch ab. Somit war Chuck Schuldiner auf dem ersten Demo der Band A Moment of Clarity (1997) noch als Sänger zu hören, gewann nach dessen Veröffentlichung jedoch Tim Aymar (ehemals Psycho Scream, aktuell bei der amerikanischen Metal-Band Pharaoh) als Sänger.
Das Jahr 1998 stand im Zeichen von The Sound of Perseverance, dem laut Chuck Schuldiner letzten Death-Album. Dieses Album trieb die technische Perfektion von Death auf den Höhepunkt und unterschied sich auch durch den schärferen Gesangsstil von seinen Vorgängern. Enthalten war neben den regulären Death-Songs auch das Judas-Priest-Cover Painkiller. Gleichzeitig sollte dieses Album das endgültige Ende der Band Death markieren, Chuck Schuldiner konzentrierte sich ab diesem Zeitpunkt voll und ganz auf seine neue Band Control Denied.
Das 1999 erschienene einzige Control-Denied-Album The Fragile Art of Existence unterscheidet sich von den Death-Werken durch den Klargesang des Sängers Tim Aymar, aber auch der musikalisch technischeren Ausrichtung mit komplexen Melodien. Der Härtegrad der Musik ist im Vergleich zu Death etwas niedriger. Das Album wird dem Genre Power Metal zugeordnet und gilt dort als sehr hochwertiger Beitrag.
Die Aufnahmen des zweiten Control-Denied-Albums wurden nicht fertiggestellt, da sich die Band aufgelöst hat.

## Erkrankung an Krebs
Im Mai 1999 klagte Chuck Schuldiner über Schmerzen im Nacken, er hielt es für einen eingeklemmten Nerv. Eine ausführliche medizinische Untersuchung bestätigte den eingeklemmten Nerv, zeigte als Ursache aber ein Glioblastom, auch „Glioblastoma multiforme“, ein bösartiger Gehirntumor. Eine Bestrahlungstherapie wurde sofort begonnen. Im Oktober 1999 erklärte die Schuldiner-Familie, dass der Tumor rückläufig und Chuck auf dem Weg der Genesung sei. Im Januar 2000 wurden die Reste des Tumors operativ entfernt. Die Operation war erfolgreich, die Familie befand sich durch die fehlende Krankenversicherung des Musikers jedoch in finanziellen Schwierigkeiten, da die angefallenen 70.000 Dollar nicht bestritten werden konnten. In vielen Ländern wurden durch Fans und Freunde Spendensammlungen und Benefizaktionen zugunsten von Chuck Schuldiner und seiner Familie durchgeführt.
Chuck arbeitete weiter an seiner Musik, dem zweiten Control-Denied-Album, als im Mai 2001 der Krebs wieder ausbrach. Die Behandlung wurde ihm aufgrund fehlender finanzieller Mittel verweigert. Eine Krankenversicherung hatte er nach der ersten Operation abgeschlossen, da der Krebs jedoch schon vor dem Abschluss ausgebrochen war, wurden die Kosten nicht übernommen. Schuldiner wurde medikamentös behandelt, die Nebenwirkungen schwächten ihn jedoch massiv. Er starb am 13. Dezember 2001.

## Diskografie

### Mit Mantas/Death
- siehe Death#Diskografie

### Mit Control Denied
- 1997: A Moment of Clarity (Demo)
- 1999: The Fragile Art of Existence (Album, Nuclear Blast)

### Mit Voodoo Cult
- 1994: Killer Patrol EP
- 1994: Metallized Kids EP
- 1994: Jesus Killing Machine

### Als Chuck Schuldiner
- 2004: Zero Tolerance (Compilation, Karmageddon Media)